# Weltmeisterschaften im Modernen Fünfkampf 2002
Die Weltmeisterschaften im Modernen Fünfkampf 2002 fanden bei den Herren und Damen vom 18. bis 21. Juli in San Francisco in den Vereinigten Staaten statt.

## Herren

### Einzel
| Platz | Land        | Sportler        |
| ----- | ----------- | --------------- |
| 1     | Tschechien  | Michal Sedlecký |
| 2     | Schweden    | Erik Johansson  |
| 3     | Deutschland | Eric Walther    |

### Mannschaft
| Platz | Land       | Sportler                                                 |
| ----- | ---------- | -------------------------------------------------------- |
| 1     | Ungarn     | Gábor Balogh Viktor Horváth Sándor Fülep                 |
| 2     | Tschechien | Michal Michalík Michal Sedlecký Libor Capalini           |
| 3     | Litauen    | Edvinas Krungolcas Andrejus Zadneprovskis Tadas Žemaitis |

### Staffel
| Platz | Land        | Sportler                                                 |
| ----- | ----------- | -------------------------------------------------------- |
| 1     | Deutschland | Eric Walther Sebastian Dietz Carsten Niederberger        |
| 2     | Litauen     | Edvinas Krungolcas Andrejus Zadneprovskis Tadas Žemaitis |
| 3     | Polen       | Maciej Bogucki Marcin Horbacz Andrzej Stefanek           |

## Damen

### Einzel
| Platz | Land                   | Sportlerin       |
| ----- | ---------------------- | ---------------- |
| 1     | Ungarn                 | Bea Simóka       |
| 2     | Ungarn                 | Zsuzsanna Vörös  |
| 3     | Vereinigtes Königreich | Georgina Harland |

### Mannschaft
| Platz | Land     | Sportlerinnen                                                |
| ----- | -------- | ------------------------------------------------------------ |
| 1     | Ungarn   | Bea Simóka Zsuzsanna Vörös Csilla Füri                       |
| 2     | Italien  | Claudia Corsini Frederica Foghetti Claudia Cerutti           |
| 3     | Russland | Jewdokija Gretschischnikowa Marina Kolonina Tatjana Muratowa |

### Staffel
| Platz | Land       | Sportlerinnen                                           |
| ----- | ---------- | ------------------------------------------------------- |
| 1     | Tschechien | Lucie Grolichková Alexandra Kalinovská Olga Voženílková |
| 2     | Italien    | Claudia Corsini Sara Bertoli Claudia Cerutti            |
| 3     | Ungarn     | Bea Simóka Zsuzsanna Vörös Vivian Máthé                 |

## Medaillenspiegel
| Platz | Land                   | Goldmedaille | Silbermedaille | Bronzemedaille |
| 1     | Ungarn                 | 3            | 1              | 1              |
| 2     | Tschechien             | 2            | 1              | –              |
| 3     | Deutschland            | 1            | –              | 1              |
| 4     | Italien                | –            | 2              | –              |
| 5     | Litauen                | –            | 1              | 1              |
| 6     | Schweden               | –            | 1              | –              |
| 7     | Polen                  | –            | –              | 1              |
| 7     | Vereinigtes Königreich | –            | –              | 1              |
| 7     | Russland               | –            | –              | 1              |